# Christiansborgs slott

Christiansborgs slott (danska: Christiansborg Slot) är en slottsbyggnad på  ön Slotsholmen i Indre  By i Köpenhamn i Danmark. 
Christiansborgs slott hyser det danska parlamentet Folketinget, Danmarks statsministers kansli Statsministeriet och Danmarks högsta domstol Højesteret. Dessutom använder danska kungahuset fortfarande flera delar av Christiansborg, bland annat de kungliga representationslokalerna, Christiansborgs slottskyrka och De Kongelige Stalde.
Det nuvarande slottet är det senaste i en lång rad av byggnader som stått på platsen sedan 1100-talet, och som sedan 1400-talet varit centralmaktens säte i Danmark. Byggnaden hyser fortfarande statsmaktens viktigaste institutioner och kallas ofta för Riksborgen eller helt enkelt Borgen.
I centrum av byggnaden står ett stort fyrkantigt torn, med en sirligt utsmyckad spira i barockstil.

## Historik

### Biskop Absalons borg
Huvudartikel: Absalons borg
Slottets första föregångare Absalons borg uppfördes 1167 av biskop Absalon, och det nuvarande slottet ligger fortfarande på samma plats innanför vallgravarna på ön Slotsholmen. 
Hanseförbundet tvingade danskarna att riva Absalons borg 1369.

### Köpenhamns slott

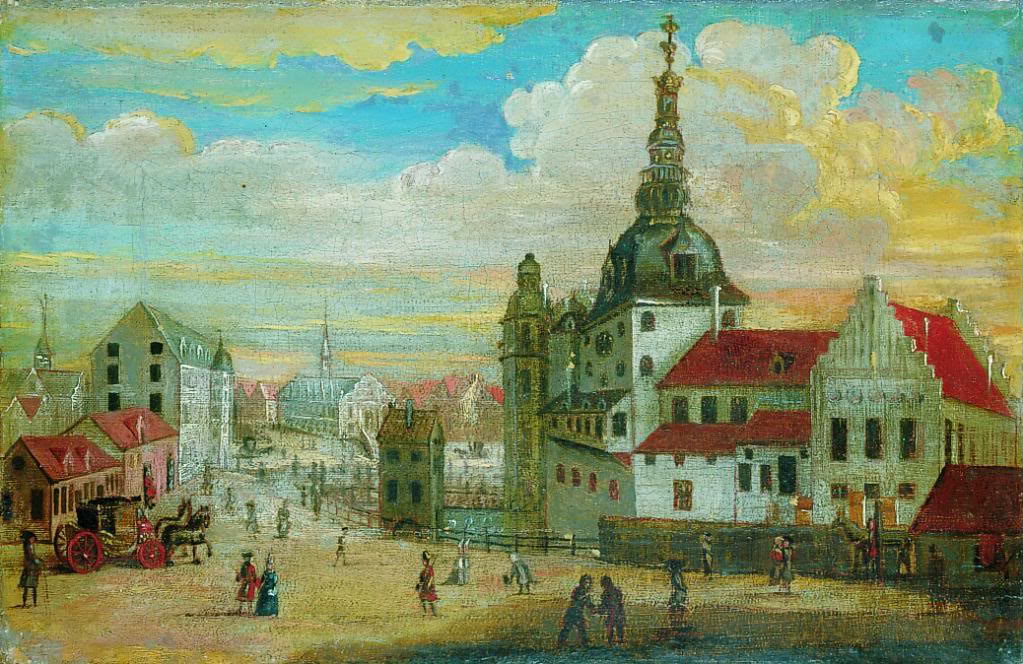
Köpenhamns slott, 1698

Ovanpå resterna av den nedrivna Absalons borg byggdes det en ny borg, vilken så småningom kom att kallas Köpenhamns slott. Denna var att allt att döma klar åtminstone 1387. Det återgick en tid till biskoplig ägo, men var permanent kungligt slott från 1417 och framåt. 
Ruinlämningar av detta slott finns kvar att beskåda i den nuvarande byggnadens källare. Ett av slottets torn kallades Blåtårn. 
Köpenhamns slott byggdes om åtskilliga gånger under seklens gång. Under 1600-talet ansågs det oregelbundna slottet fult och ovärdigt en stormakt som Danmark då var. Mellan 1720 och 1728 revs slottet och byggdes om till ett nytt, enhetligt slott. Det blev dock felkonstruerat, varför det blev nödvändigt att riva det 1731.

### Första Christiansborgs slott
Åren 1731–1745 uppfördes ett nytt kungligt slott på platsen efter ritningar av bland andra E.D. Häusser och Nicolai Eigtved i rokoko. Detta slott kallades Christiansborgs slott. 
Det första Christiansborgs slott beskrivs som ett magnifikt barockpalats. När det stod färdigt år 1745, omtalades det som det största kungliga slottet i norra Europa.
Det första Christiansborgs slott brann ner till grunden 1794, varpå det kungliga hovet flyttade till Amalienborg. 

### Andra Christiansborgs slott
Slottet återuppfördes först 1803–1828 av Christian Frederik Hansen i klassicistisk stil. När slottet väl stod klart år 1828, beslöt kungen att trots allt fortsätta bo på Amalienborg. Den enda kung som bodde på det andra Christiansborgs slott var Fredrik VII 1852–1863. Slottet användes ibland för större högtider och mottagningar. 
Södra flygeln användes av den danska riksdagen när parlamentarismen år 1849 infördes i Danmark.

### Tredje Christiansborgs slott
År 1884 förstördes det andra Christiansborgs slott i ytterligare en brand. Återuppbyggnaden dröjde på grund av politisk osämja kring frågan. 
Slottet återuppfördes under åren 1907–1928 i moderniserad barockstil efter ritningar av Thorvald Jørgensen. Dessa ritningar anknyter till stor del till byggnadens tidigare historia.

### Slottskyrkan och Ridebaneanlægget
Endast den stramt klassicistiska Christansborgs slottskyrka stod kvar av det klassicistiska slottet efter branden 1884. Dock är liksom Slottskyrkan också Ridebaneanlægget bevarat i den nuvarande anläggningen.

## Bilder

### Köpenhamns slott

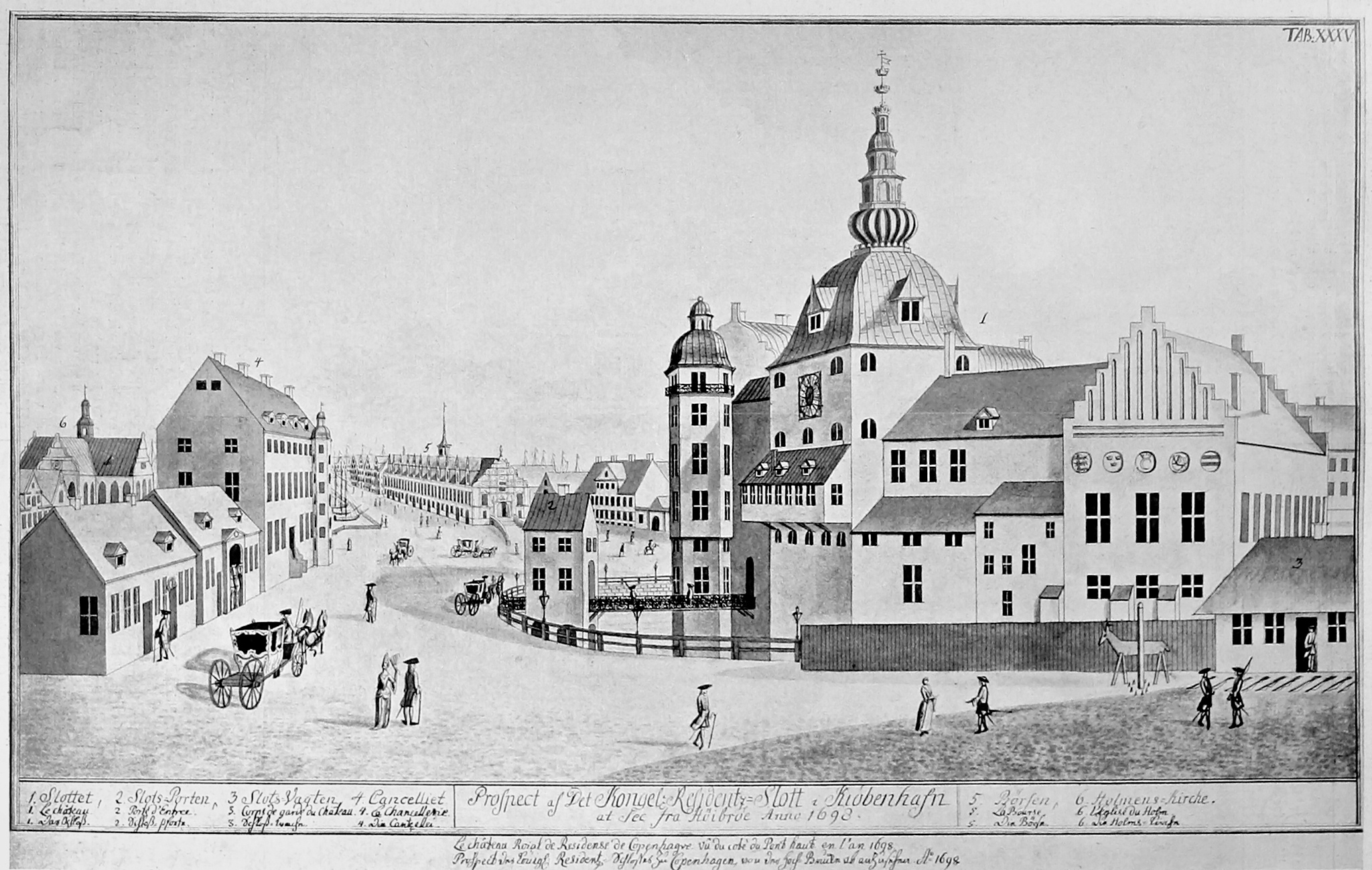
Köpenhamns slott, 1698
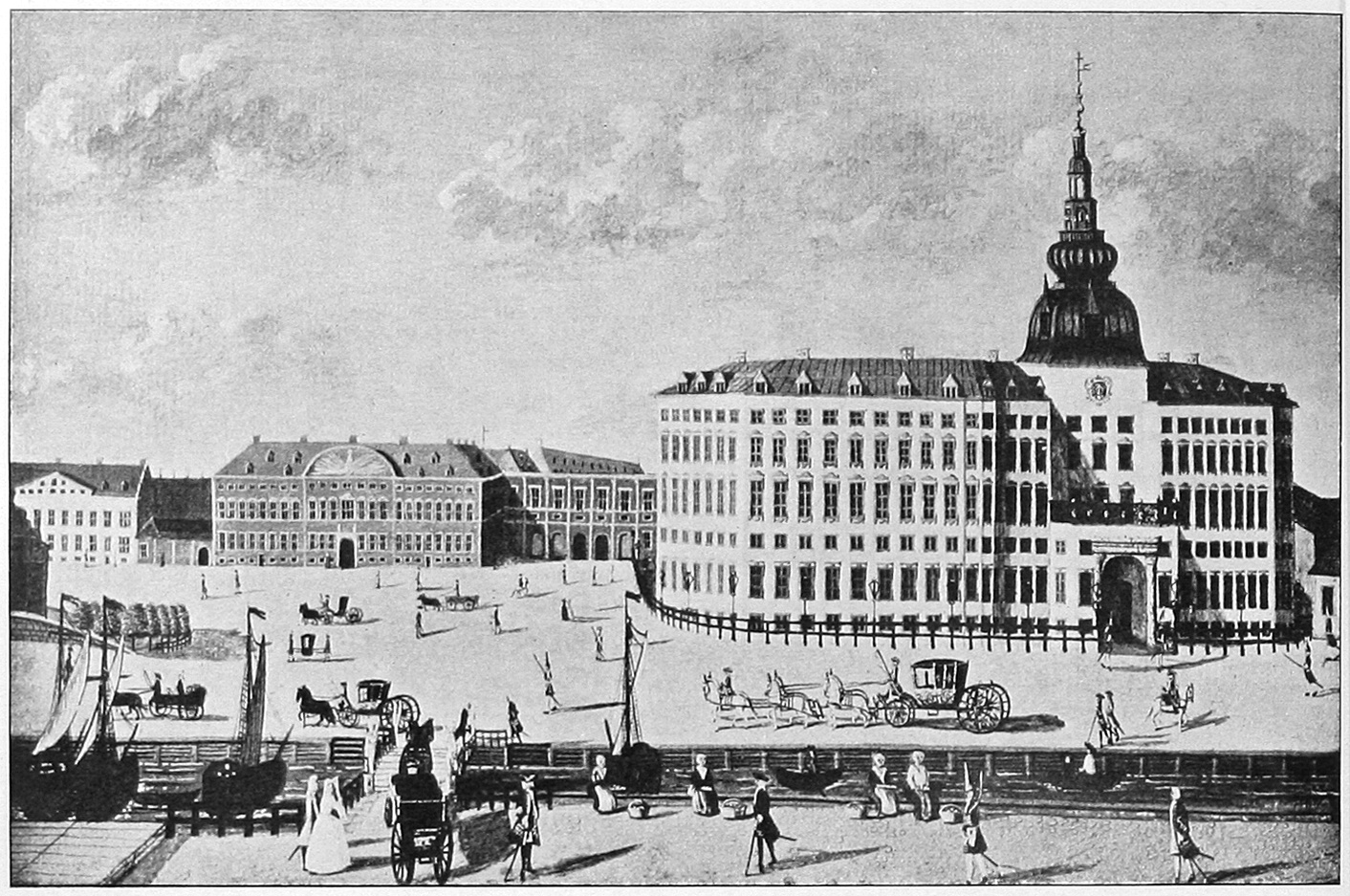
Köpenhamns slott, 1731

### Första Christiansborgs slott

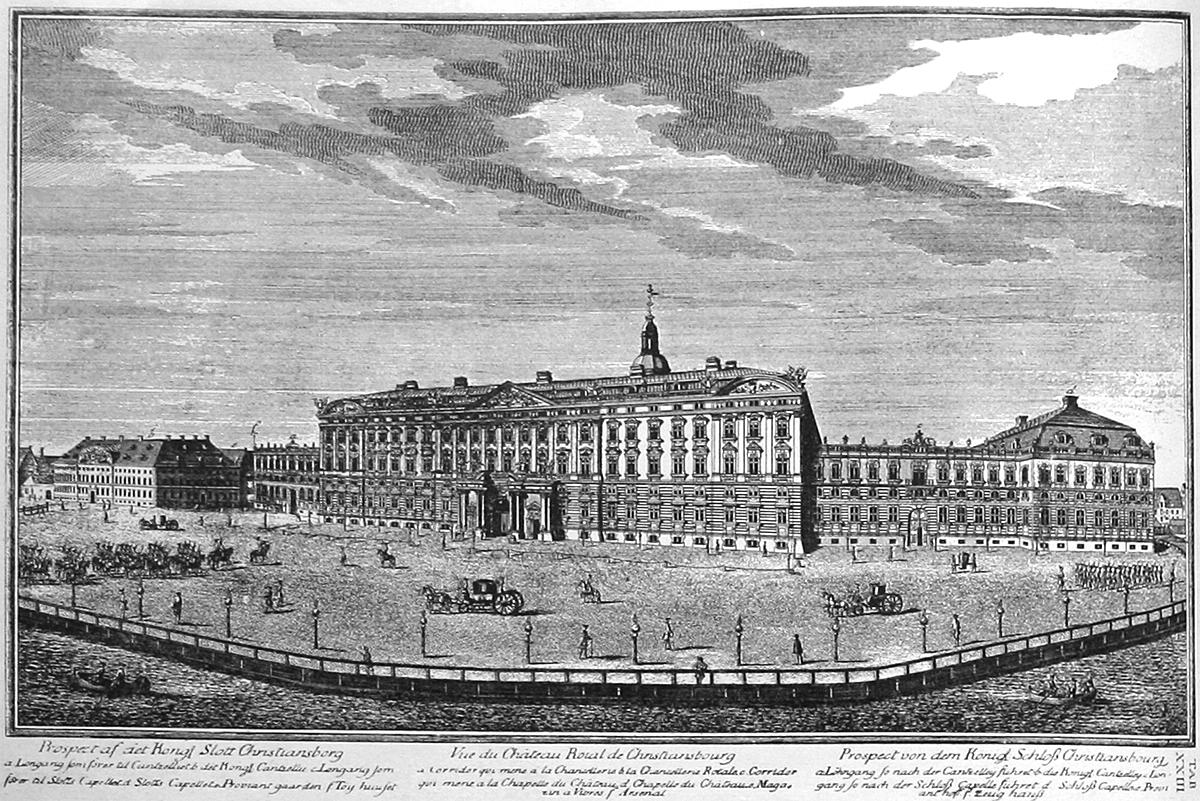
Det nya Christiansborgs slott år 1748.
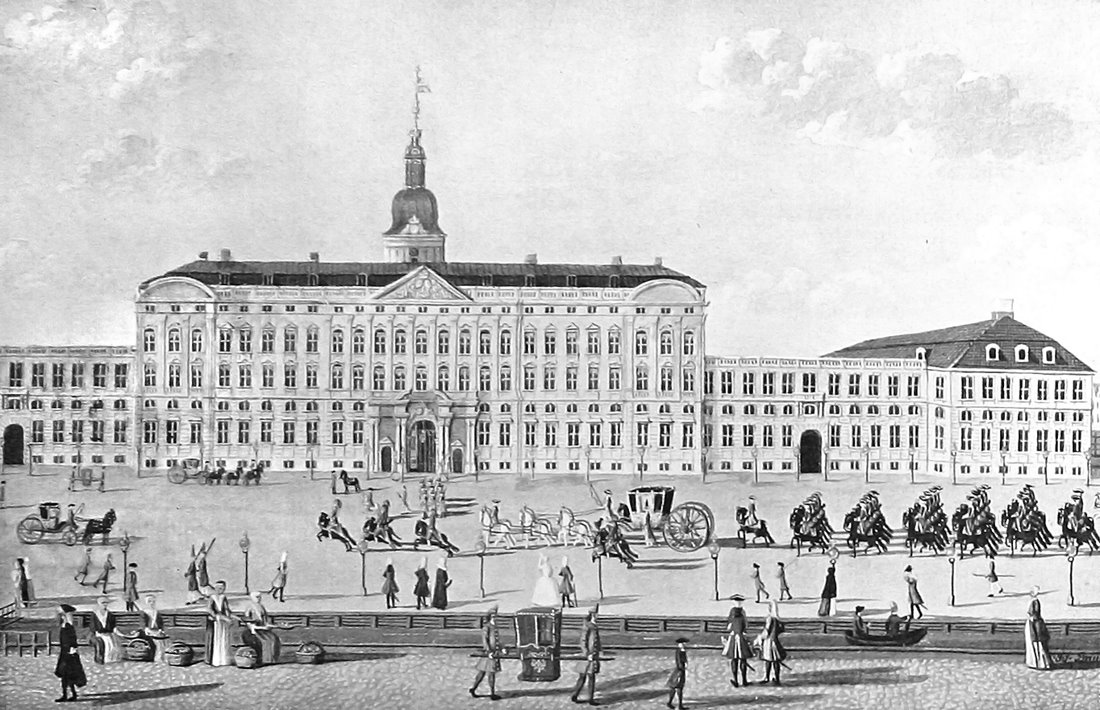
Vy över slottet år 1750.
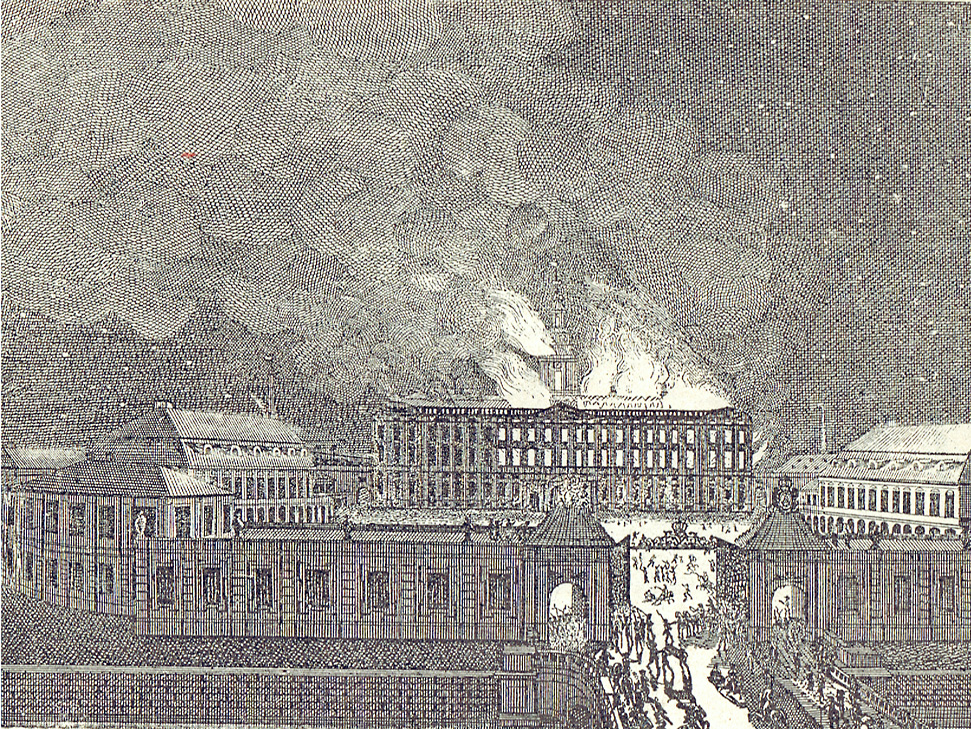
Branden 1794
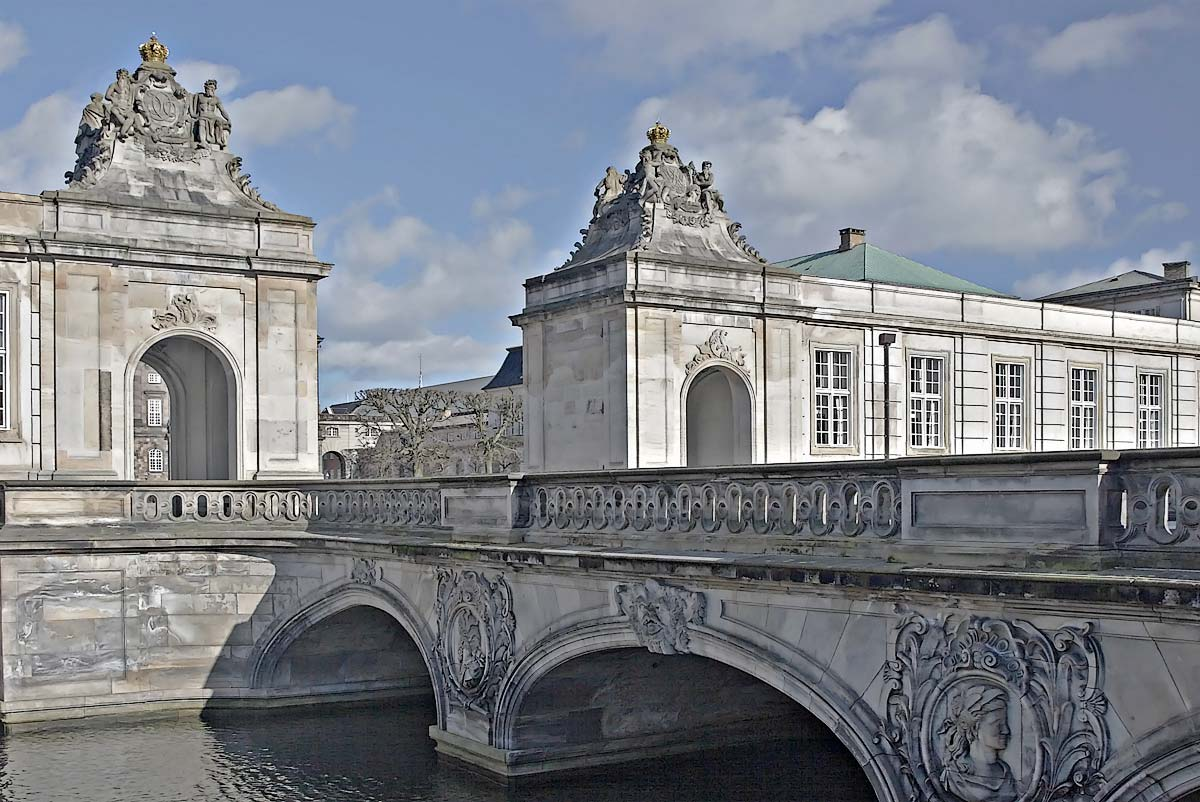
En nutida bild på Marmorbroen, som var huvudingång till det tidigare barockslottet (bevarat i dagens slott).

### Andra Christiansborgs slott

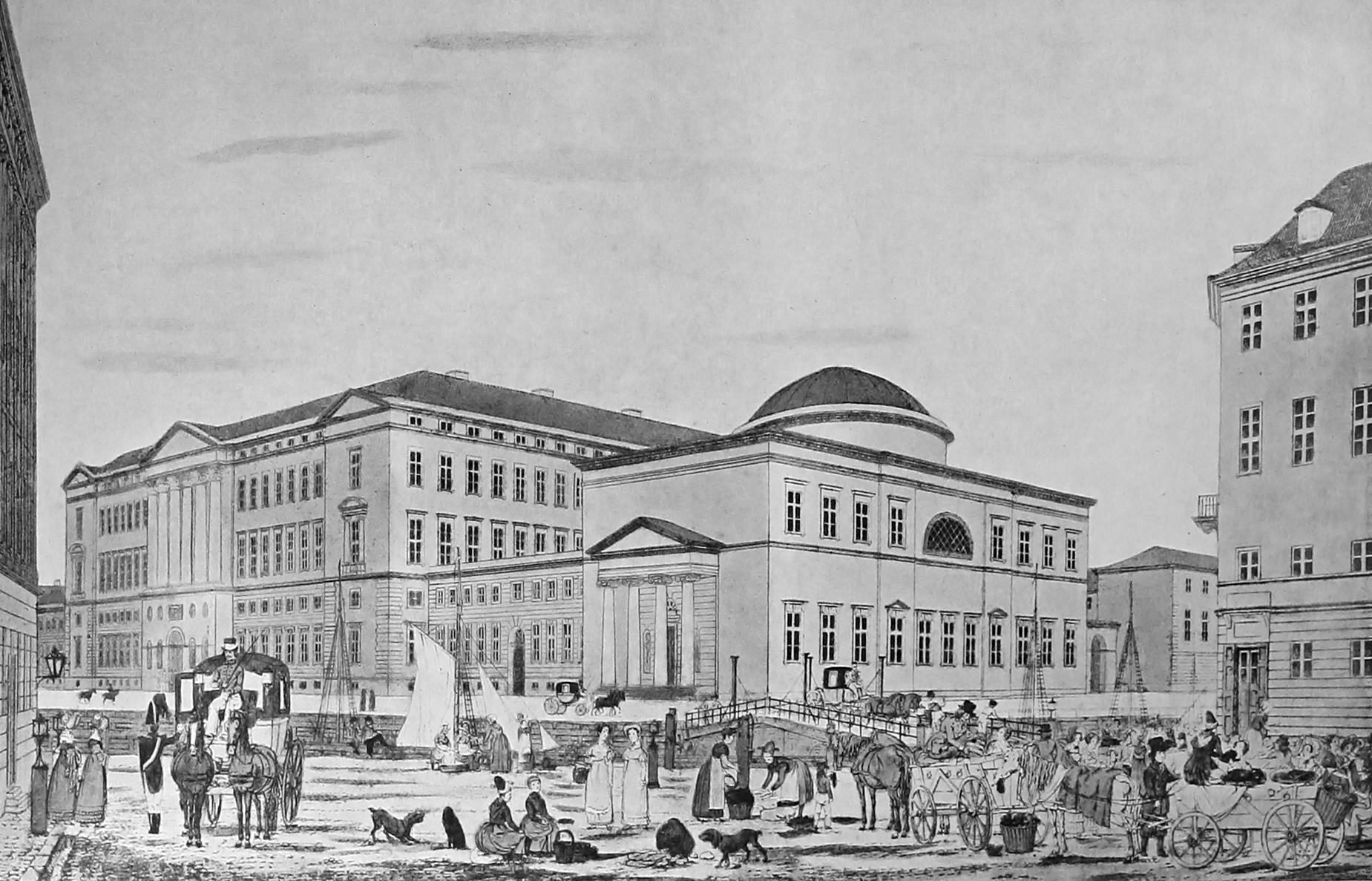
Slottet 1837, med Slottskyrkan i förgrunden.
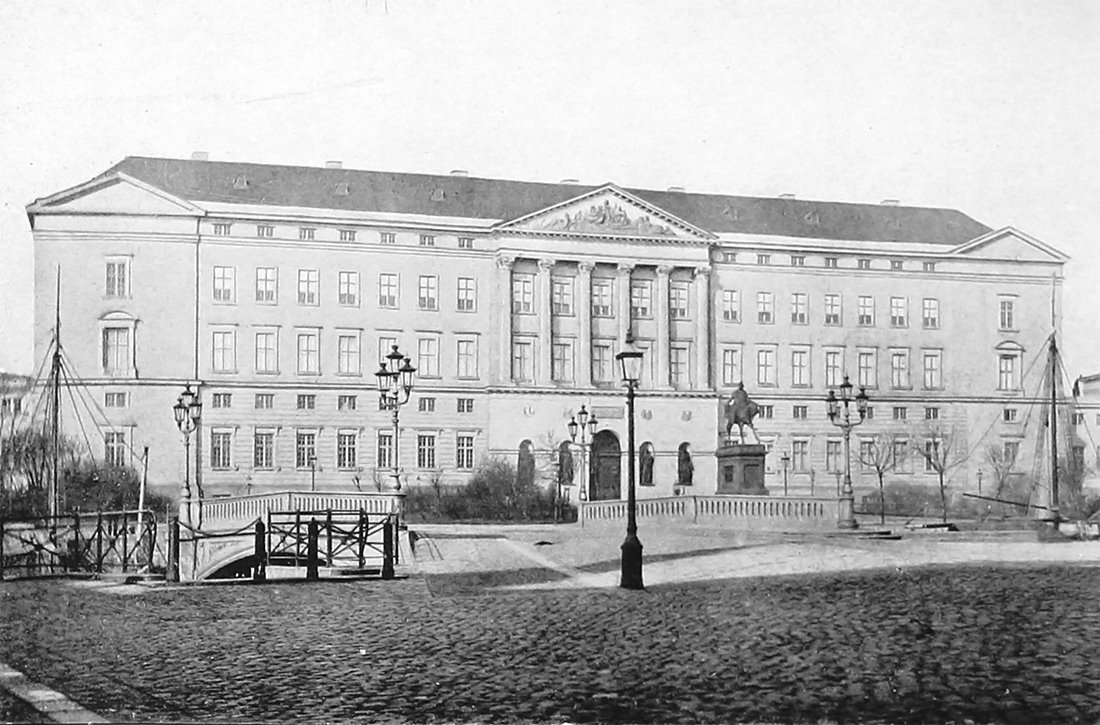
Östra sidan av Christiansborgs slott på 1850 (det vill säga fasaden in mot staden).
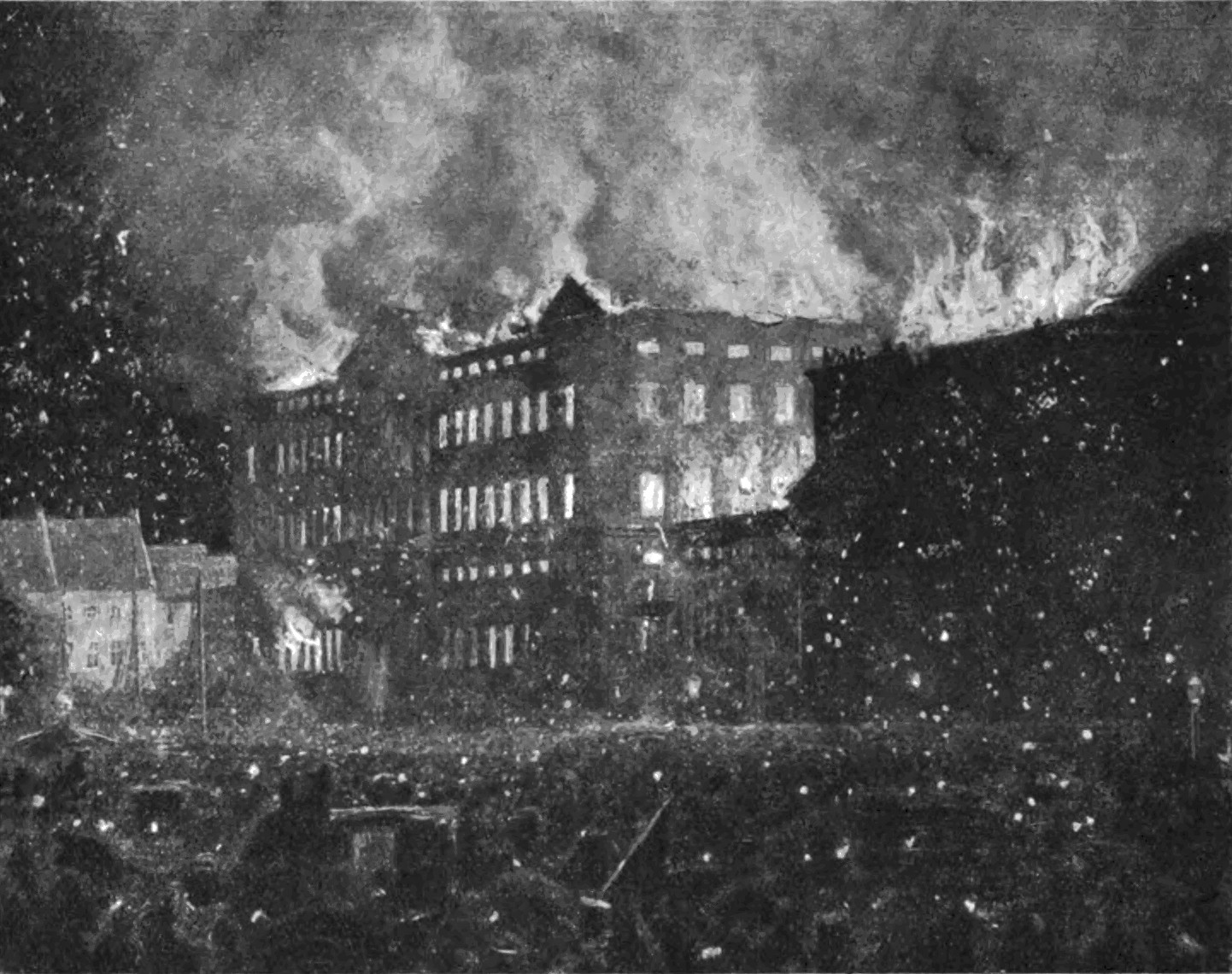
Branden 1884.
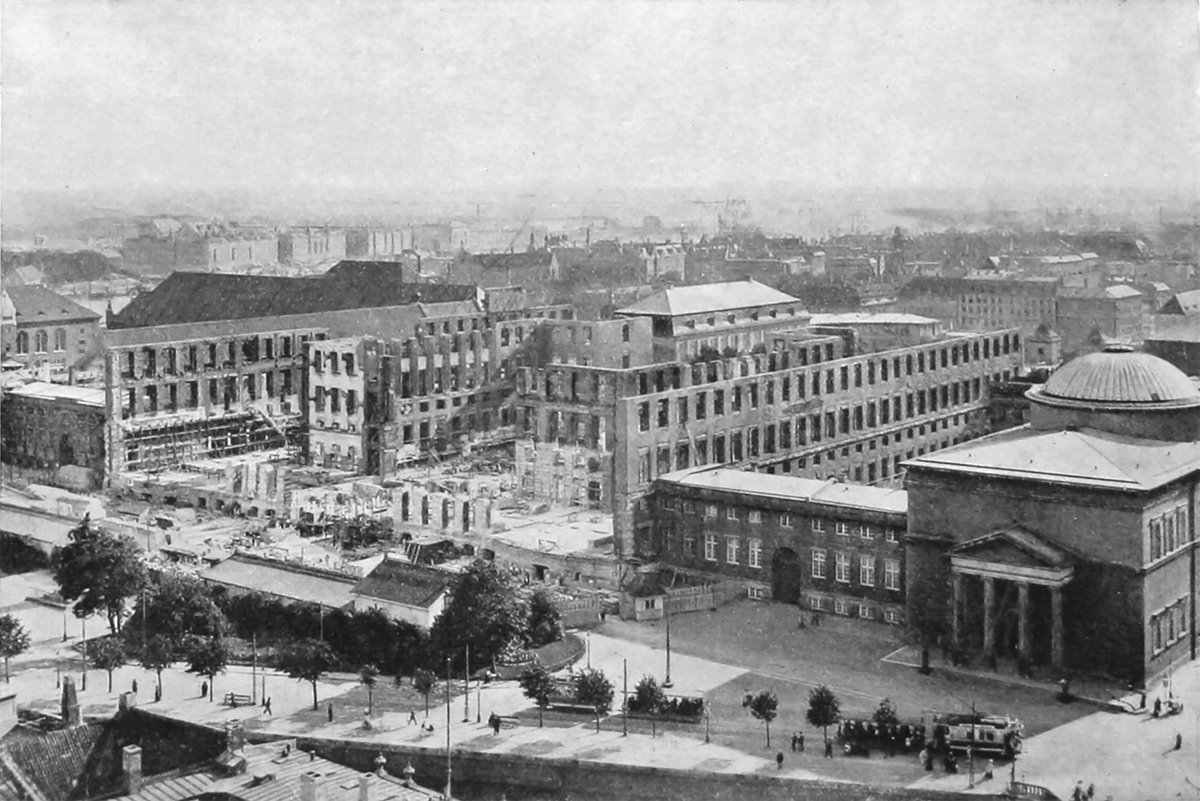
Ruinerna av Christiansborgs slott efter branden. Denna bild togs år 1908. Den bevarade slottskyrkan står till höger.

### Dagens Christiansborg

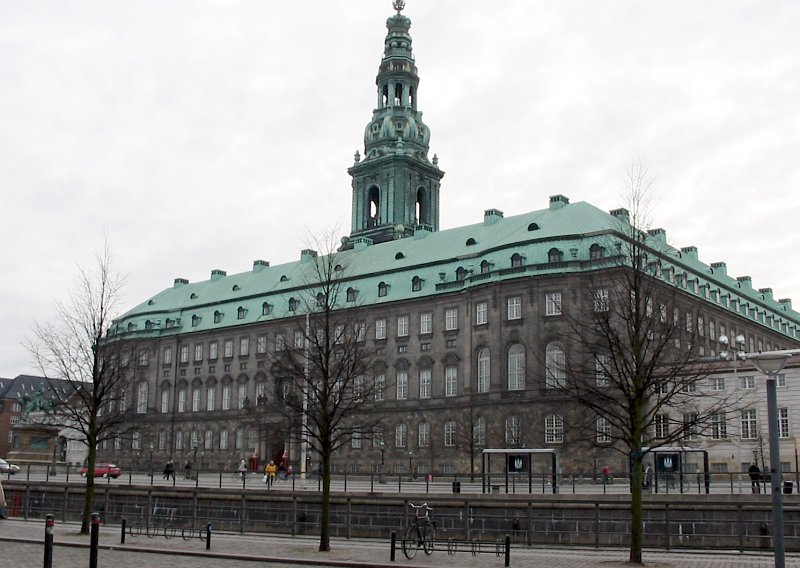
Christiansborg, 2004
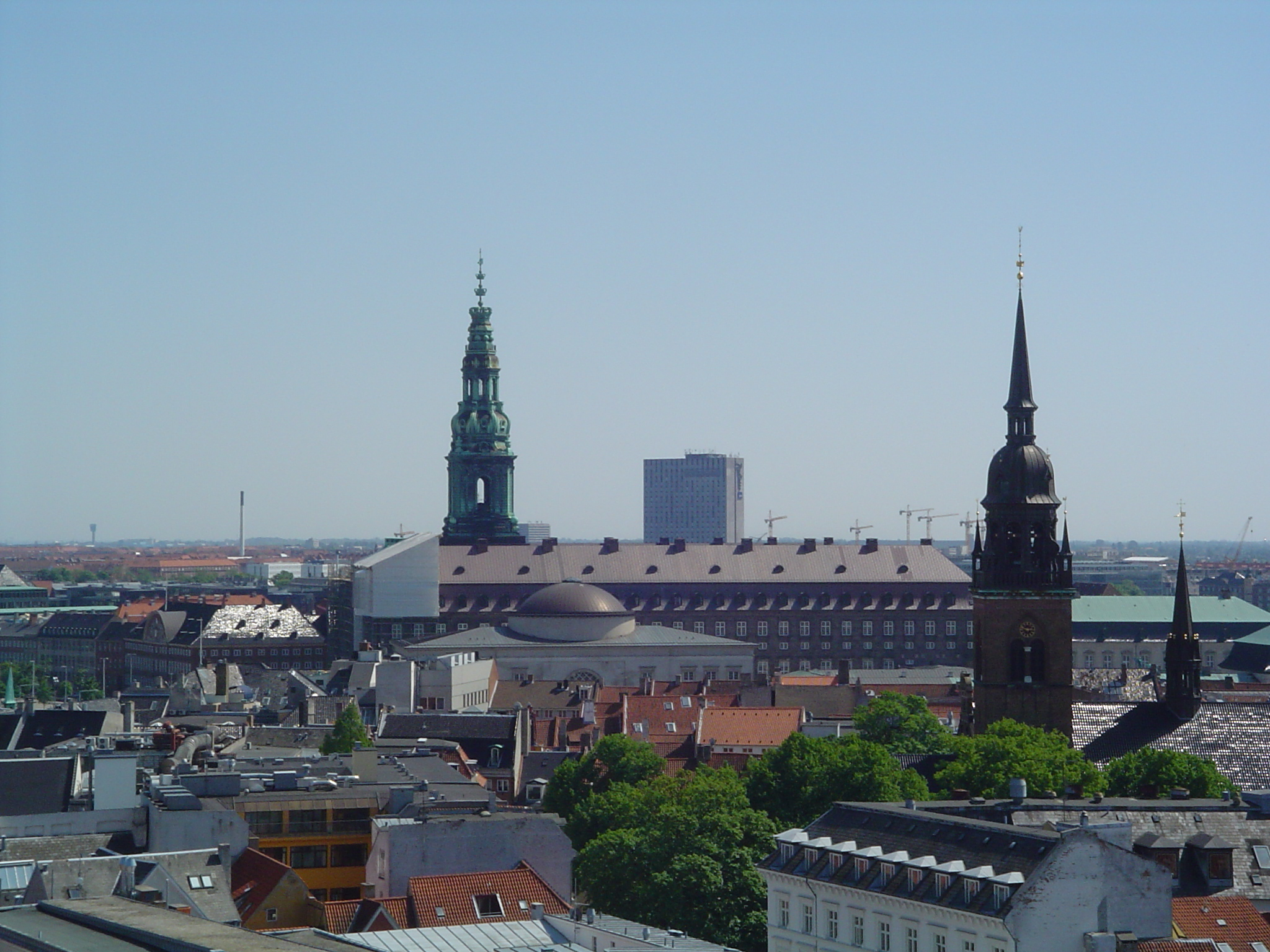
Slottet sett från Rundetårn
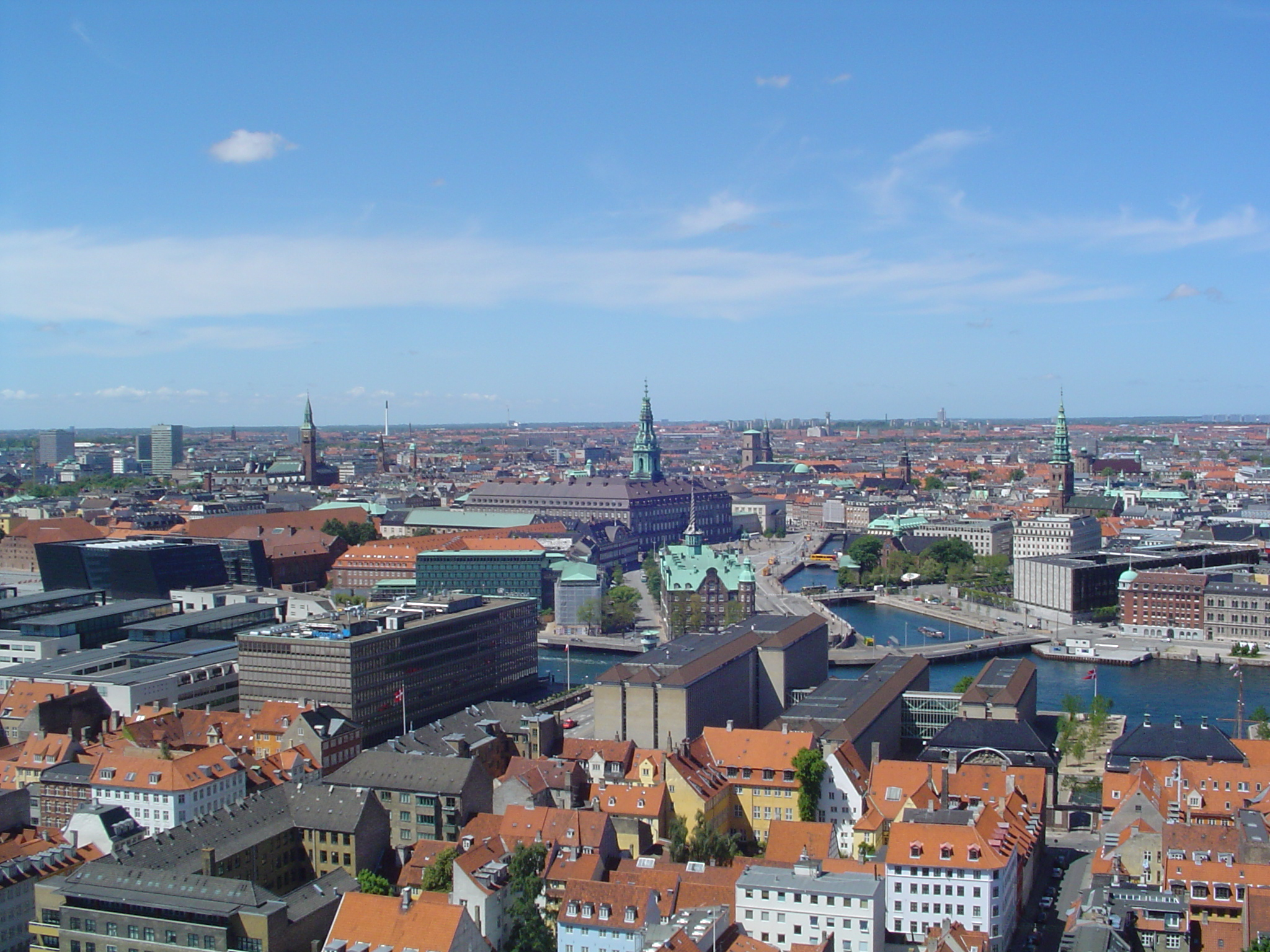
Slottet sett från Vor Frelsers Kirke. Snett till höger framför slottet ligger det gamla börshuset med sin smala, rödvita tornspira.
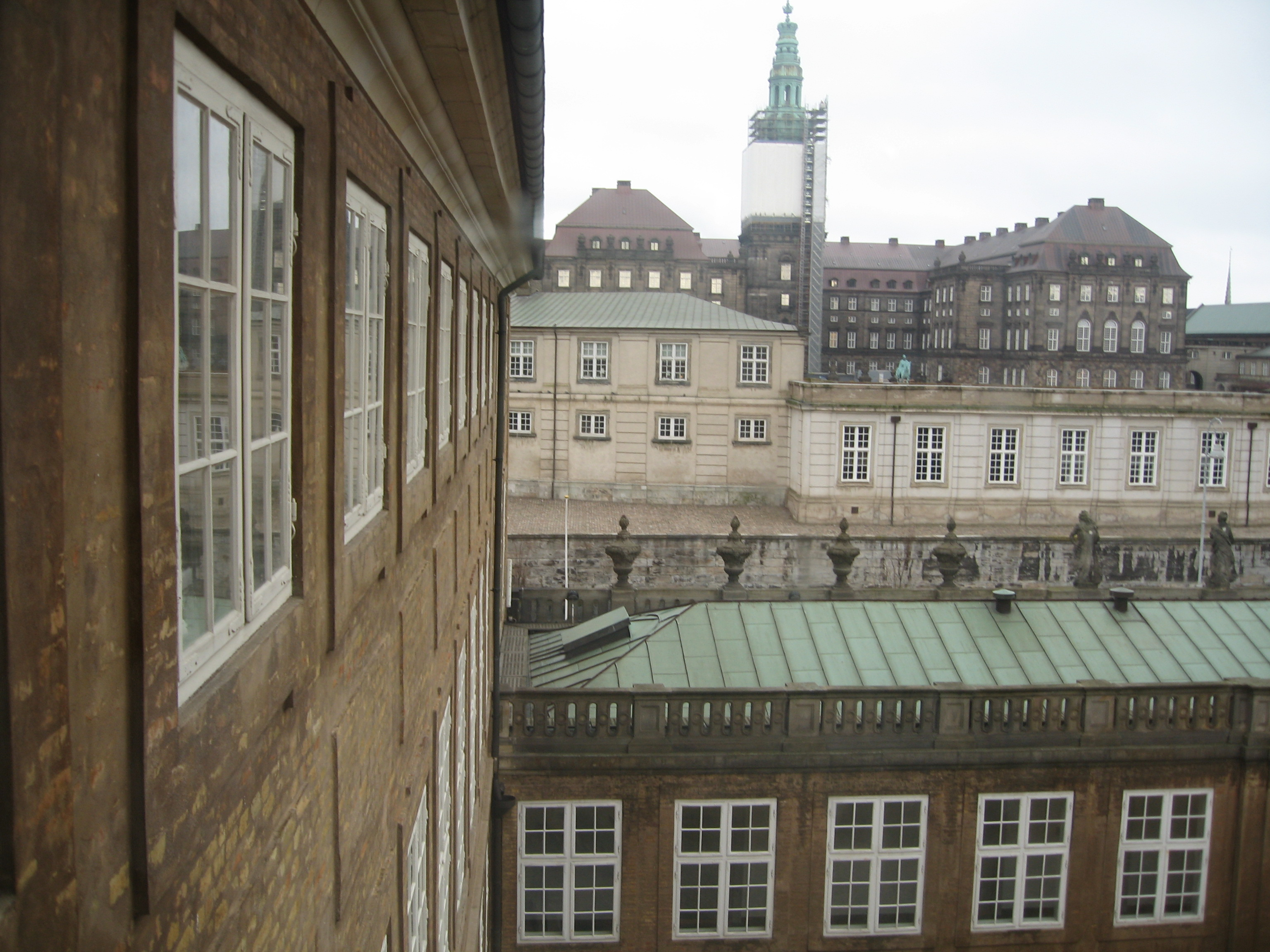
Slottet sett från Danmarks nationalmuseum.